# Entomobrya intermedia
Entomobrya intermedia is een springstaartensoort uit de familie van de Entomobryidae. De wetenschappelijke naam van de soort is voor het eerst geldig gepubliceerd in 1883 door Brook.